# Михаило Јаћевић
Михаило (Радивоја) Јаћевић (Туларе, 1885 — ?, 1. новембар 1916) био је српски поднаредник. Носилац је Карађорђеве звезде са мачевима.

## Биографија
Рођен је 1885. године у Тулару, срез прокупачки, од оца Радивоје и мајке Младене. У ратовима је од 1912. године, истичући се храброшћу, због чега је одликован и унапређен од редова до поднаредника. Посебно се истакао великим јунаштвом у биткама на Церу и Колубари, због чега је указаом бр. 11123 од 15. јуна 1915. године одликован Златним војничким орденом Карађорђеве звезде са мачевима. Михаило је преживео повлачење преко Алабаније и после опоравка на Крфу борио се на Солунском фронту. Погинуо је у борбама на Чукама 1. новембра 1916. године у 31. години живота.
Са супругом Крстином имао је синове Радивоја и Душана и кћери Ивку и Радивојку.